# Cantonul Montpellier-1
Cantonul Montpellier-1 este un canton din arondismentul Montpellier, departamentul Hérault, regiunea Languedoc-Roussillon, Franța.

## Comune
- Montpellier (parțial)

De volgende wijken van Montpellier maken deel uit van dit kanton:
- Ecusson
- Centre Historique
- Comédie
- Gares
- Clemenceau
- Gambetta
- Rondelet
- Nouveau Saint Roch